# Crudia
Crudia je rod rostlin z čeledi bobovité. Jsou to stromy se zpeřenými listy a drobnými bezkorunnými květy v hroznech. Vyskytují se v počtu asi 57 druhů v tropech všech kontinentů, nejvíce druhů roste v jihovýchodní Asii. Nemají větší hospodářské využití.

## Popis
Zástupci rodu Crudia jsou beztrnné stromy a keře (výjimečně i šplhavé), dorůstající výšky až 40 metrů. Listy jsou lichozpeřené (někdy zdánlivě sudozpeřené a pak někdy se středním vřetenem prodlouženým za poslední pár lístků), složené z velkých, podlouhle eliptických a nápadně střídavě postavených lístků, výjimečně jednolisté. Listy jsou obvykle kožovité a na vrchní straně lesklé. Řapíky jsou krátké, ploché a zahnuté, v rámci bobovitých neobvyklého charakteru. Palisty bývají drobné, úzké a opadavé nebo naopak velké, listovité, vytrvalé a na bázi víceméně srostlé. Květy jsou drobné, zelené nebo bělavé, dlouze stopkaté, uspořádané v úžlabních nebo vrcholových hroznech, vyvíjejících se na mladých větévkách. Druh Crudia cauliflora je kauliflorní. Kalich je krátký, miskovitý, tvořený 4 nebo řidčeji 5 na bázi srostlými kališními lístky. Koruna zcela chybí. Tyčinek je 10 (řidčeji méně), jsou volné a vyčnívají z květů. Semeník je přisedlý nebo krátce stopkatý, s několika vajíčky a nitkovitou čnělkou, zakončenou drobnou bliznou. Lusky jsou okrouhlé až podlouhlé, zploštělé, kožovité, pukající 2 chlopněmi. Obsahují 1 až 2 (výjimečně až 6) velkých, plochých semen.

## Rozšíření
Rod Crudia zahrnuje asi 57 druhů. Je zastoupen v tropech všech kontinentů. Nejvíce druhů se vyskytuje v tropické Asii (zejména v Malajsii), méně v tropické Americe a Africe. V jihovýchodní Asii rostou v nížinných tropických deštných nebo i sušších lesích v nadmořských výškách do 400 metrů. Nezřídka se vyskytují v poříčních lesích.

## Význam
Dřevo žádného druhu rodu Crudia nemá větší význam.